# A Smoked Husband
A Smoked Husband è un cortometraggio muto del 1908 scritto e diretto da David W. Griffith. Prodotto e distribuito dalla American Mutoscope & Biograph, è la pellicola d'esordio dell'attore britannico Alfred Paget.

## Trama
Un marito geloso finisce dentro la canna fumaria di un camino per spiare la moglie che crede lo tradisca. Da questa situazione, nasce una serie di accadimenti che portano lo sfortunato a farsi coprire di fuliggine dalla testa ai piedi.

## Produzione
Prodotto dalla American Mutoscope & Biograph, il film fu girato nel 1908 a Manhattan, nella West 12th Street.

## Distribuzione
Il copyright del film, richiesto dall'American Mutoscope and Biograph Co., fu registrato il 21 settembre 1908 con il numero H115986.
Distribuito dalla American Mutoscope & Biograph, il cortometraggio della durata di otto minuti uscì nelle sale il 25 settembre 1908. Non si conoscono copie ancora esistenti della pellicola che viene considerata presumibilmente perduta.